# Alpla

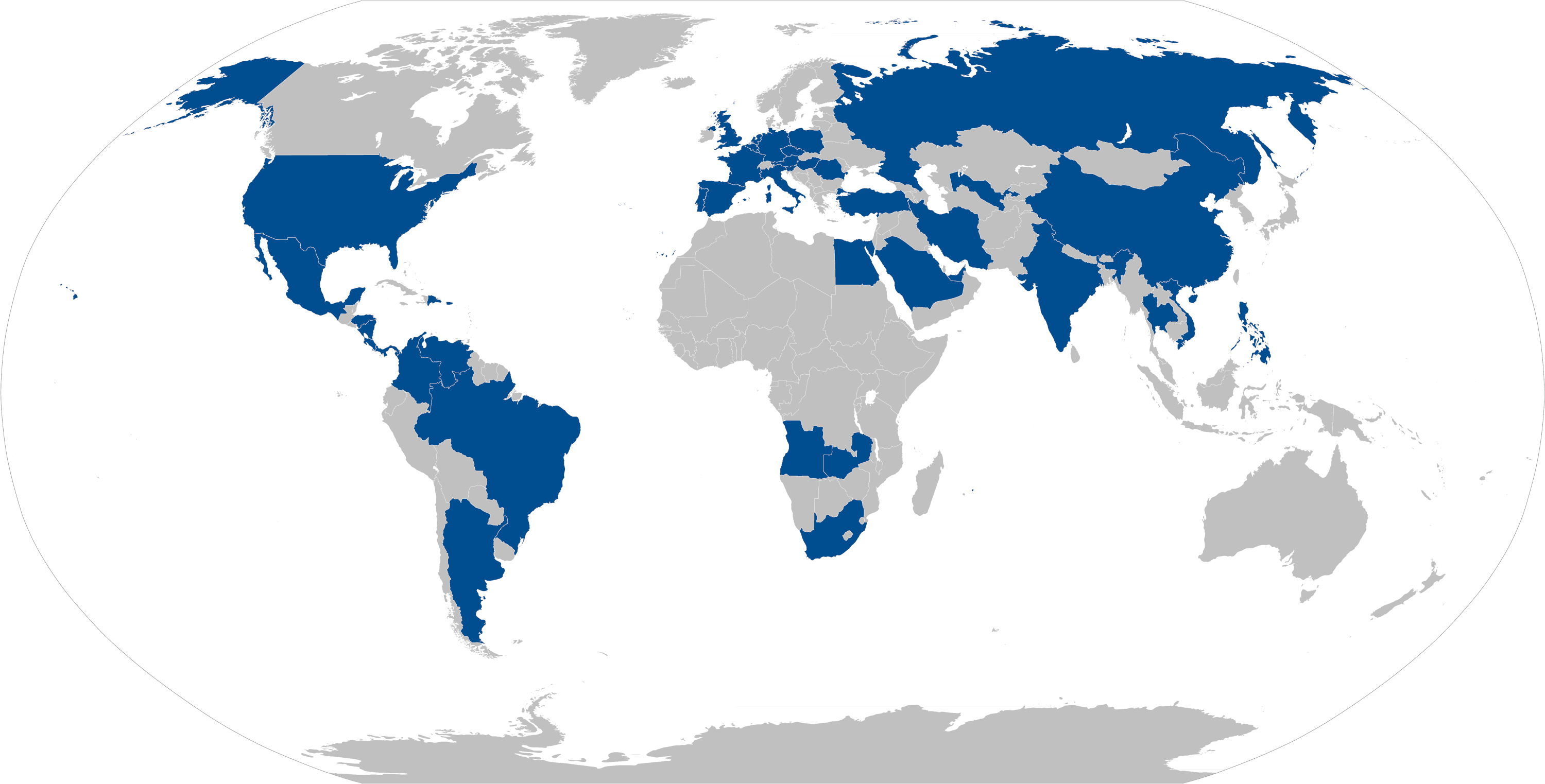
Die ALPLA Gruppe weltweit

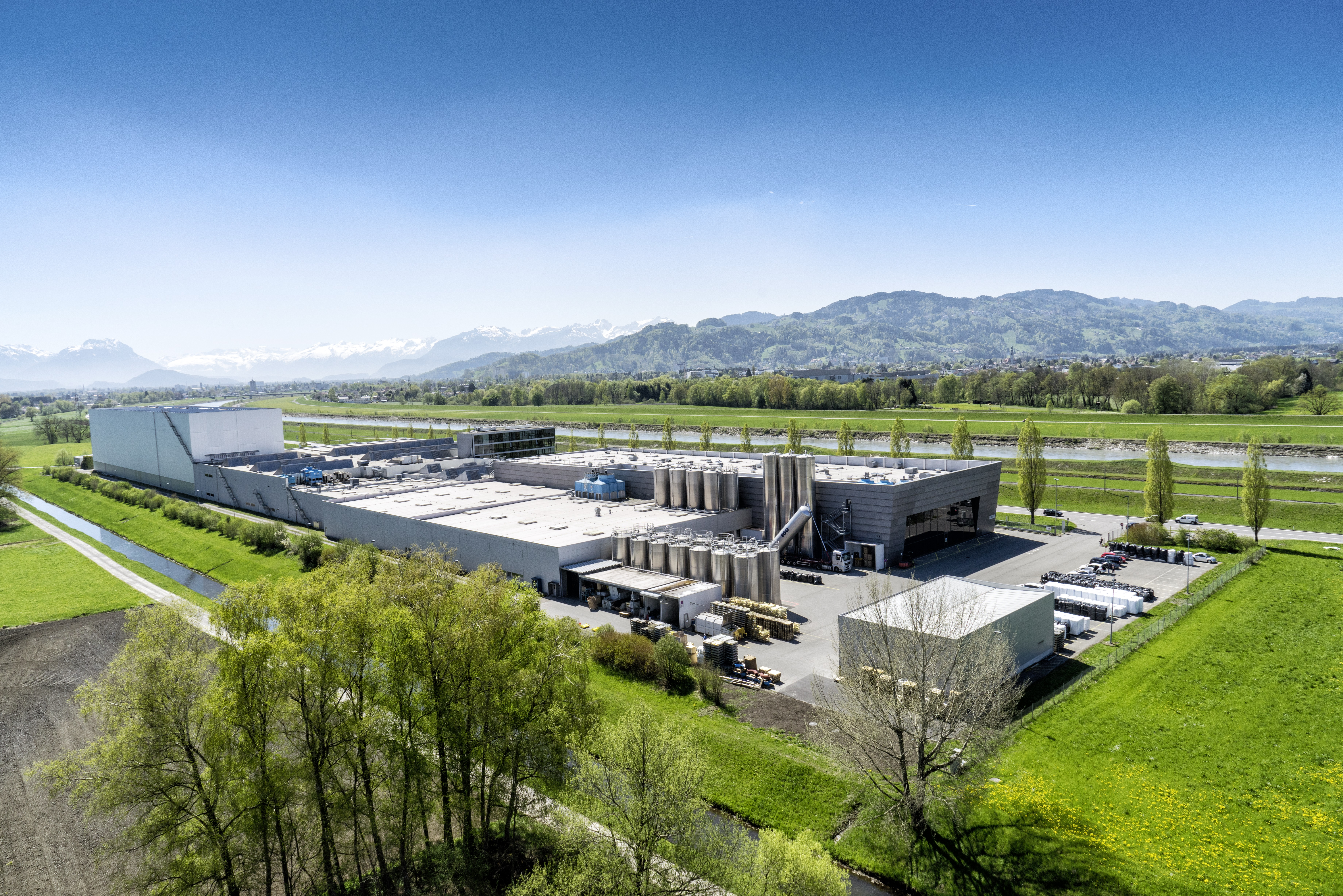
Werk Fußach

Die ALPLA Group (kurz ALPLA) ist ein weltweit tätiges Unternehmen mit dem Hauptsitz in der österreichischen Marktgemeinde Hard, das Kunststoffverpackungen, wie Kunststoffflaschen für die Getränkeindustrie, entwickelt, produziert und recycelt. Es beschäftigte 2024 rund 24.350 Mitarbeiter (davon 1.191 in Vorarlberg, Österreich) in 200 Produktionsstätten in 46 Ländern. CEO des Unternehmens ist Philipp Lehner.

## Geschichte
Das Unternehmen wurde im Jahr 1955 als „Alpenplastik Lehner Alwin OHG“ von Alwin (1932–2018) und Helmuth Lehner (1930–1978) gegründet. 
Nach dem Start mit der Spritzguss-Produktion von Kunststoffbechern fertigte ALPLA 1958 erstmals Kunststoffflaschen. Im gleichen Jahr begann das Unternehmen mit dem Maschinenbau und entwickelte den Alplamat, die erste Extrusionsblasmaschine zur Herstellung von Kunststoffflaschen. Der erste internationale Standort des Unternehmens wurde 1964 in Markdorf, Deutschland, eröffnet, 1968 folgte San Joaquin in Venezuela.
Seit 1985 stellt ALPLA Verpackungen auch direkt bei den Abfüllanlagen von Kunden her. Das erste Inhouse-Werk wurde bei der Firma Henkel in Lomazzo eröffnet. Im gleichen Jahr entwickelte ALPLA die erste Zwei-Stufen-PET-Flasche und ersetzte den Kunststoff PVC durch PET. 1990 folgte die Entwicklung von Flaschen aus recyceltem Kunststoff. Nach 42 Jahren übergab Gründer Alwin Lehner 1997 die Geschäftsführung an seinen Sohn Günther Lehner. Zehn Jahre später eröffnete ALPLA in Shanghai das 100. Werk. ALPLA ist bis heute in Familienbesitz und wird seit 2021 von CEO Philipp Lehner in dritter Generation geführt.
Recycling-Werke betreibt ALPLA seit dem Einstieg als Mehrheitseigentümer bei der niederösterreichischen PET Recycling Team GmbH (PRT) im Jahr 2010. Als Joint-Venture-Partner von The Coca-Cola Company ist das Unternehmen seit 2005 an einem mexikanischen Wiederverwertungsbetrieb beteiligt. Derzeit (2023) umfasst das internationale Recycling-Netzwerk 13 Anlagen, darunter vier Joint Ventures, in neun Ländern: Deutschland, Italien, Mexiko, Österreich, Polen, Rumänien, Spanien, Südafrika und Thailand. Die installierte und projektierte jährliche Recyclingkapazität beträgt weltweit 266.000 Tonnen recyceltes PET (rPET) und 84.000 Tonnen recyceltes HDPE (rHDPE). 2023 gründete das Unternehmen die eigene Recycling-Sparte ALPLArecycling.
Seit 2016 fertigt ALPLA auch im Reinraum zertifizierte Flaschen, Behälter und Verschlüsse für die Pharmaindustrie. 2019 wurde der Geschäftsbereich ALPLApharma gegründet. Durch die Übernahme des österreichischen Verpackungsunternehmens Wolf Plastics stieg ALPLA 2021 zudem in den Markt für Kanister und Eimer ein und gründete 2023 die Marke ALPLAindustrial.
Seit dem Antritt von Philipp Lehner als CEO wendet sich das im B2B-Bereich tätige Unternehmen erstmals auch an Endkonsumenten – etwa auf TikTok oder mit öffentlichen Kampagnen.

## Unternehmen
ALPLA baut weltweit Fabriken in der Nähe, oder sogar in den Räumlichkeiten der Kunden (sogenannte „Inhouse Werke“), um die Transportkosten für die Hohlkörper möglichst gering zu halten. Insgesamt 68 Werke von ALPLA werden direkt bei der Abfüllanlage des Kunden betrieben. Für den Endverbraucher ist oft nicht ersichtlich, woher die Verpackung seines Gutes kommt. Das Einzige, was auf die Herkunft der Flaschen hinweist, ist ein am Verschluss oder am Boden der Flasche kaum sichtbares, rechteckiges „a“.
Durch die hausinterne Forschung und Entwicklung, besonders im Bereich von Extrusionsblasformen, sowie durch die Anwendung unterschiedlicher Herstellungsverfahren ist es ALPLA möglich, Kundenwünsche gezielt umzusetzen. ALPLA nutzt die Technologien Extrusionsblasen, Spritzguss, Spritzstreckblasen und Spritzblasen zur Produktion von Kunststoffverpackungen. Eine der Kernkompetenzen des Unternehmens ist die Systemlieferung von Kunststoffflaschen mit Verschluss. Diese reicht vom Design der Flasche, über die Produktion samt Formenbau bis hin zur vollautomatischen Verpackungsmaschine.
ALPLA war Vorreiter beim Umstieg von PVC zu PET, in Gestalt der ersten zweistufigen PET-Flasche. Das Unternehmen beteiligt sich zudem an der Forschung, Entwicklung und Herstellung alternativer, biobasierter und biologisch abbaubarer Verpackungsmaterialien. 2019 gründete das Unternehmen gemeinsam mit dem schwedischen Papierverpackungsunternehmen Billerud AB das Joint Venture „Paboco“ (Paper Bottle Company). Im Oktober 2023 übernahm ALPLA alle Anteile des Joint-Venture-Partners und ist seither Mehrheitseigentümer bei Paboco. Die biobasierte Papierflasche wurde ab Juni 2022 in der Pilotphase getestet und seit 2024 in Serie gefertigt.
Beim schwedischen Start-up Blue Ocean Closures beteiligen sich ALPLA und das US-Unternehmen Glatfelter an der Entwicklung von Verschlüssen aus Zellulose-Fasern. Unter der Marke Blue Circle Packaging stellt ALPLA seit 2021 heimkompostierbare Kaffeekapseln aus biologisch abbaubarem Kunststoff her.
ALPLA ist Hauptsponsor des auch in der Marktgemeinde Hard heimischen Handballclubs Alpla HC Hard und seit Herbst 2023 Co-Sponsor beim TBV Lemgo. Zudem ist ALPLA seit 2019 Sponsor des österreichischen Segel-Duos Benjamin Bildstein und David Hussl.
Im Juni 2025 übernahm ALPLA das Unternehmen KM Packaging (Spritzgießer von Verschlüssen) aus Ubstadt-Weiher.

## Lehrlingsausbildung
ALPLA bildet seit vielen Jahren in den eigenen Lehrwerkstätten Lehrlinge in neun verschiedenen Lehrberufen aus. Die Lehrzeit variiert je nach Beruf und beträgt in der Regel drei bis vier Jahre. Weltweit werden derzeit 271 Lehrlinge in Österreich, Deutschland, Mexiko, China, Indien, Polen, Südafrika und Rumänien ausgebildet.
Momentan werden folgende Lehrberufe ausgebildet
- Kunststofftechniker
- Kunststoffformgeber
- Elektrotechniker
- Zerspanungsmechaniker
- Konstruktionslehre
- IT-Techniker
- Fertigungsmesstechnik
- Betriebslogistik
- Medienfachmann/-frau

ALPLA bildet die Lehrlinge nach dem dualen System aus. Das heißt, dass die Lehrlinge parallel in Betrieb und Berufsschule ausgebildet werden.
Aufgrund von kaum vorhandener, praktischer Berufsausbildung in Ländern mit wichtigen Produktionsstandorten der Firma (wie z. B. Mexiko oder China), wurde die Lehrausbildung nach österreichischem Vorbild kopiert. In Mexiko startete die Vorarlberger Firma 2012 die Lehrlingsausbildung für Metalltechnik und Kunststoffformgebung. Zum Abschluss erhalten die jungen Fachkräfte ein offiziell anerkanntes Doppelzeugnis: ein mexikanisches und ein europäisches Zertifikat.
Seit 2013 läuft mit anfänglicher Unterstützung durch Wirtschaftsförderungsinstitut International bei ALPLA und dem oberösterreichischen Spritzgießmaschinenbauer Engel Austria auch ein österreichisch-chinesisches Pilotprojekt zur Etablierung einer Lehrausbildung für die gleichen Berufe in Shanghai. Im Herbst 2023 starteten die ersten zwölf südafrikanischen Auszubildenden im Ausbildungszentrum „Future Corner“ in Lanseria bei Johannesburg ihre Ausbildung in den Berufen Kunststofftechnik und Zerspanungstechnik.